# Flugplatz Verden-Scharnhorst

i7
i11
i13
Der Flugplatz Verden-Scharnhorst (ICAO-Code: EDWV) ist ein Verkehrslandeplatz nordöstlich der niedersächsischen Kreisstadt Verden (Aller) bei der Ortschaft Scharnhorst. Er wird vom Verdener-Luftfahrt-Verein e. V.  betrieben. Am Platz befinden sich mehrere Flugzeughallen, eine Tankstelle sowie der Tower.

## Zulassung
Der Flugplatz ist für alle Motorsegler, Segel- und Ultraleichtflugzeuge, Motorflugzeuge, Ballone und Luftschiffe bis zu 2000 kg Gewicht, Hubschrauber bis 4000 kg Gewicht sowie für Fallschirmspringer zugelassen.